# Крапивин, Сергей Гаврилович
Сергей Гаврилович Крапивин (16 (28) марта 1868, Одесса — 5 сентября 1927, Москва) — российский и советский химик-органик, профессор органической химии МГУ.

## Биография
Родился 16 (28) марта 1868 года в Одессе.
В 16 лет успешно окончил училище, после которого, сдав экзамены, поступил на естественное отделение физико-математического факультета Новороссийского университета в Одессе. Окончив университет в 1889 году, С.Г. Крапивин был оставлен в университете для получения профессорского звания (под руководством Н.Д. Зелинского).
В 1890—1892 годах работал в Германии в лабораториях известных немецких ученых Нернста и Оствальда. Сергей Гаврилович Крапивин великолепно владел немецким языком, поэтому он собрал свою библиотеку немецких пособий по химии и физике, которую впоследствии оставил своим ученикам в Твери. В 1896 году по приглашению Н.Д. Зелинского переехал в Москву, преподавал в Московском университете в качестве приват-доцента.
С 1903 года преподавал на Московских высших женских курсах (с 1918 года — 2-й МГУ), заведовал лабораторией физической химии; профессор, в 1921-1923 годах — декан химического факультета 2-го МГУ. Начиная с осени 1920 года, С.Г. Крапивин начал работать в Тверском пединституте, где преподавал курсы органической, физической химии и истории химии. Большое внимание уделял методике преподавания химии.
Похоронен на Новодевичьем кладбище.

## Научная деятельность
Областью научных интересов Крапивина были органическая и физическая химия, а также химическая кинетика. Исследовал влияние нейтральных солей, присутствующих в растворах, на скорость химических реакций, применил реакцию конденсации в присутствии хлористого алюминия к ненасыщенным углеводородам. Получил ряд α, β — ненасыщенных кетонов, впоследствии эта реакция получила название Дарзина — Крапивина. Изучал электропроводность растворов солей в метаноле. Разработал способ определения аммиака в сточных жидкостях. В 1915 году защитил докторскую диссертацию по кинетике химических реакций.

## Работа вТверском педагогическом институте
Крапивин известен как педагог-методист. В Тверском пединституте он руководил химической предметной комиссией, вел почти все работу по органической химии, неорганической химии и методике химии, занимался вопросами о расширении и пополнении химической лаборатории.
С.Г. Крапивин сначала являлся председателем методической комиссии по химии в Опытно-показательной школе при институте с 1923 по 1926 годы, а затем председателем методического кружка учителей химии с 1926 по 1927 годы, фактически руководя всей учебной работой по химии в многочисленных школах города Твери. Собрания кружка проводились дважды в месяц, где обсуждались научные и методические вопросы, учителя могли получить не только ответы на интересующие их вопросы, но и проделать незнакомые им опыты и даже получить недостающие реактивы и приборы в их школы.
С.Г. Крапивин обладал необычайным талантом и эрудицией, которые были неотъемлемой частью его работы, кроме того, он вносил громадное увлечение в изучение химии. Курс органической химии, который вызывал ряд трудностей у студентов, превращался в систематический ряд увлекательнейших бесед о жизненных вопросах, основанных на экспериментальном материале. Так как перед Крапивиным была аудитория, состоящая из будущих учителей, он старался показывать опыты с минимальными затратами веществ, таким образом, делая их доступными и по продолжительности, и по стоимости не только для института, но и для обычной трудовой школы, которая являлась будущим полем деятельности тверских студентов.
Автор ценных учебных пособий к практическим занятиям по химии «Количественный анализ» (1925), «Практические работы по органической химии» (1910).

## В воспоминаниях современников
По свидетельствам современников, Сергей Гаврилович полностью отдавался работе с большим увлечением, не жалея ни времени, ни сил. Всякий, кто приходил к Крапивину за советом, уходил удовлетворенным не только полученными знаниями и указаниями, но и ощущением бодрости и энергии, которая невольно передавалась всем окружающим.С. Г. Крапивин многократно выступал с публичными лекциями в рабочих клубах Москвы и Твери. Проявил себя как талантливый популяризатор.